# Đức Nhuận
Đức Nhuận là một phường thuộc Thành phố Hồ Chí Minh được thành lập năm 2025 theo Nghị quyết 1685/NQ-UBTVQH15, trên cơ sở sáp nhập 3 phường là Phường 4, Phường 5 và Phường 9 của quận Phú Nhuận. Sau khi sáp nháp nhập, phường có diện tích 2,16 km², dân số 71.495 người.